# Do (arhitektura)
Do (堂, tempelj, svetišče, dvorana, sprejemna soba; tudi trgovina, trgovina). V japonskem budizmu se zelo pogosto uporablja kot pripona v imenu nekaterih od številnih stavb, ki so lahko del templja. (obstajajo tudi druge končnice, na primer -den kot v bucuden.) Predpona je lahko ime božanstva, ki je z njim povezano (npr. Jakuši-do, ime, ki se običajno prevaja kot »dvorana Jakuši«) ali izraža funkcijo stavbe znotraj kompleks templja (npr. hon-do ali »glavna dvorana«).
Nekatere besede, ki se končajo na -do, so Bucu-do, ho-do, hon-do, džiki-do, kaisan-do, ko-do, kon-do, kjo-do, mandara-do, miei-do, mi-do , so-do, Jakuši-do in zen-do. Z nekaterimi izjemami, na primer besede hondo, hoke-do in kon-do, ti izrazi ne označujejo nobene posebne strukture.
Pripona se včasih uporablja tudi v laičnem kontekstu, kot na primer v besedi šokudo (食堂, dob. »stavba za hrano«, kar pomeni restavracija ali kavarna).
Velikost do-ja se meri v kenih, kjer je ken razdalja med dvema stebroma tradicionalne stavbe. Kon-do je na primer ken 9 x 7. Beseda se običajno prevaja kot polje in jo bolje razumemo kot navedbo razmerij kot merske enote.

## Tipi
- Amida-do (阿弥陀堂) – stavba, v kateri je kip Amide.[4]
- daiši-do (大師堂) – dob. »velika mojstrska dvorana«. Stavba, posvečena Kōbō Daišiju (Šingon) ali Dengjō Daišiju (Tendai).
- hato* (法堂) – dob. »Dvorana Dharma«. Stavba, namenjena predavanjem glavnega duhovnika o budističnih spisih (hō).[5]
- ho-do (法堂) – glej hattō.
- hoke-do* (法華堂) – dob. »Dvorana Loosove sūtre«. V budizmu Tendai, dvorana, katere postavitev omogoča hojo okoli kipa za meditacijo. Namen hoje je osredotočanje na lotosovo sutro in iskanje končne resnice.
- hon-do* (本堂) – dob. »glavna dvorana«, je stavba, v kateri so shranjeni najpomembnejši kipi in kultni predmeti. Izraz naj bi se razvil, da bi se izognil izrazu kon-do, ki ga uporablja šest sekt Nara (Nanto Rokušu) za svoje glavne dvorane. Strukturno podoben, vendar je njegova notranjost manj strogo definirana.
- džiki-do* (食堂) – samostanska obednica.
- kaisan-do (開山堂) – dvorana ustanovitelja, navadno v templju Zen. Stavba s kipom, portretom ali spominsko ploščo ustanovitelja templja ali sekte, ki ji pripada. Templji sekte Džōdo ga pogosto imenujejo miei-do.
- ko-do* (講堂) – predavalnica nezenovskega garana.
- kon-do* (金堂) – dob. »zlata dvorana«, je glavna dvorana garana, v kateri je glavni predmet čaščenja. Za razliko od bucudena je to prava dvonadstropna stavba (čeprav lahko drugo nadstropje včasih manjka), ki meri 9 x 7 polj.
- kjo-do (経堂) – glej kjōzō.
- kjozo (経蔵) – dob. »skladišče svetih spisov«. Skladišče suter in knjig o zgodovini templja. Imenuje se tudi kjo–do.
- mandara-do (曼荼羅堂) – dob. »dvorana mandal«, vendar se ime zdaj uporablja samo za Taimaderino glavno dvorano v Nari.
- miei-do* (御影堂) – dob. »slikovna dvorana«. Stavba s podobo ustanovitelja templja, enakovredna kaisan-do sekte Zen.
- mi-do (御堂) – generični častni izraz za stavbo, v kateri je sveti kip.
- rokaku-do (六角堂) – šesterokotna tempeljska stavba. Primer te vrste strukture daje vzdevek kjotski Čoho-dži, bolj znan kot Rokaku-do.
- šaka-do (釈迦堂) – dob. Dvorana Šakjamuni. Stavba s kipom Bude.
- so-do* (僧堂) – dob. »meniška dvorana«. Stavba, namenjena praksi zazen. Nekoč je bil namenjen različnim dejavnostim, od prehranjevanja do spanja, osredotočen na zazen.
- soši-do (祖師堂) – dob. »patriarhova dvorana«. Stavba, posvečena sošijem, pomembnim učiteljem in duhovnikom.
- Jakuši-do* (薬師堂) – stavba, v kateri je kip Jakuši Njorai.
- zen-do* (禅堂) – dob. »dvorana zena«. Stavba, kjer menihi vadijo zazen, in ena glavnih struktur zen garana.